# Camazotz
În mitologia mayașă, Camazotz (denumiri alternative Cama-Zotz, Sotz, Zotz) era un zeu liliac (un vampir). Camazotz în limba Quiche este format din alăturarea a două cuvinte care au sensul de moarte și liliac. În Mesoamerica liliecii erau asociati cu noaptea, moartea și cu sacrificiul.
Camazotz este un mit cu vampiri originar din Mexic și Guatemala.

## Alte nume
- Zotz
- Sotz
- Cama-Zotz
- Zotzilaha Chamalcan
- Cama zotz